# Pachycephala philippinensis
Sibilante-filipino ou assobiadeira-de-barriga-amarela (Pachycephala philippinensis) é uma espécie de ave da família Pachycephalidae.
É endémica das Filipinas.
Os seus habitats naturais são: florestas subtropicais ou tropicais húmidas de baixa altitude e regiões subtropicais ou tropicais húmidas de alta altitude.